# Lars Hedlund

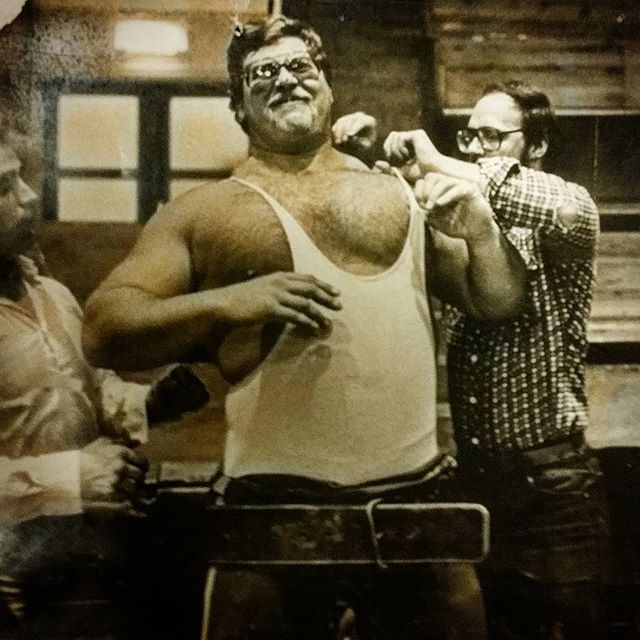
Lars Hedlund

 Lars Gunnar Hedlund, född 24 januari 1949 i Örebro Olaus Petri församling, Örebro , död 4 juni 2016 i Grödinge församling, Stockholms län,  var en av världens bästa styrkelyftare i slutet av 1970-talet och i början av 1980-talet. Lars Hedlund satte bland annat världsrekord i bänkpress år 1979 (285kg). Lars Hedlund vägde 137 kilogram mätte 191 centimeter och tävlade förutom i styrkelyft även i Strongman.

## Styrkelyft
Lars Hedlund deltog på sitt första VM i styrkelyft 1977 i Perth, Australien i supertungvikten (+110 kg som kom att ändras 1980 då klass -125 lades in och supertungvikten blev +125 kg). Under detta mästerskap kom han på sjätte plats med ett totalresultat på 870 kg, vilket fördelade sig på 290 i knäböj, 260 i bänkpress och 320 i marklyft.
Året efter, 1978, tog Hedlund en tredjeplats på EM med 900 kg fördelat på 330 kg knäböj, 270 kg bänkpress och 300 kg marklyft. I grenen knäböj hade nu dräkter börjat införas och fick användas på tävling vilket gjorde hans resultat avsevärt högre än tidigare år. Hedlund hörde även till de många lyftare som inte tränade marklyft.
Ytterligare ett år senare, 1979, satte han världsrekord i bänkpress på 278 kg, blev tvåa på EM och kom även trea på VM samma år. Hedlunds resultat från VM 1979 var fördelat på 380-272,5-310 och en total på 962,5 kg.
1980 såg ut att bli ett lovande år för Lars Hedlund; han inledde med att sätta nytt världsrekord i bänkpress med 285 kg och följde upp detta under våren med att vinna EM på en totalt på sammanlagt 967,5 kg. Emellertid skadade Lars Hedlund båda knäna under året och drog sig tillbaka från tävlingar i styrkelyft.
Personliga rekord på tävling:
- Knäböj: 380 kg
- Bänkpress: 285 kg / 300 kg uppvisning med domare
- Marklyft: 335 kg / utan dräkt
- Bästa total: 967,5 kg / sammanlagda bästa resultat 1015 kg

## Strongman
Lars Hedlund tävlade även inom sporten strongman. Vid tre tillfällen deltog han i tävlingen Världens starkaste man, 1978 var hans första tävling i vilken han placerade sig trea. Året efter slog han den legendariske Bill Kazmaier och placerade sig på andra plats. Sista gången Hedlund deltog, 1980, fick han se sig besegrad av densamme, men placerade sig på andra plats även detta år
Dessa prestationer i World's Strongest Man gör Lars Hedlund till den mest meriterade svensken efter Magnus Samuelsson.
Lars Hedlund var den förste atleten att bli invald i MAXstyrkas Wall of Fame.